# Solenoceridae
Solenoceridae (лат.) — семейство десятиногих раков (Decapoda) из надсемейства Penaeoidea подотряда Dendrobranchiata. Включает около 50 видов.
Представители этого семейства — морские, обитают на мелководье и в прибрежных водах от среднеконтинентального шельфа, на глубине до 1000 метров. Представителей этого семейства также иногда путают с другими промысловыми видами креветок.

## Описание
Взрослые стадии достигают размеров от 5 до 20 см в общей длине. Некоторые из крупных видов, такие как Solenocera agassizii, Haliporoides diomedeae, H. triarthrus и особенно Pleoticus muelleri, важны для коммерческого рыболовства. Окраска соленоцерид обычно варьируется от оранжевой до тёмно-красной, причём последний цвет сильнее развит у более глубоко живущих видов. Виды родов Hadropenaeus, Hymenopenaeus, Mesopenaeus и Solenocera могут иметь фотофоры, которые, вероятно, являются камуфляжными адаптациями. Исследования содержания рациона показывают, что они являются активными охотниками на полихет и других беспозвоночных, обнаруживая добычу взмахами длинных усиков и жгутиков.
Бентосное глубоководное семейство, обычно обитающее на глубинах шельфа и верхнего склона. Solenocera и Pleoticus — норные, зарывающиеся в песчано-грязевой субстрат днём и выходящие на поверхность ночью. У Solenocera внутренняя (вентральная) пара усиковых жгутиков субцилиндрическая и соединяется вместе, образуя жёлоб, который, будучи покрыт уплощённой внешней (дорсальной) парой жгутиков, образует дыхательную трубку или сифон.
Интегумент тонкий или твёрдый. Рострум латерально сжатый, относительно короткий, по крайней мере, достигает корнеа, иногда превосходит усиковый бугорок, вооружён 2—9 дорсальными зубцами, вентральные зубцы обычно отсутствуют. Панцирь с посторбитальным и hepatic шипами, антеннальный шип почти всегда присутствует; орбитальный и птеригостомический шипы присутствуют или отсутствуют; бранхиостегальный шип, когда присутствует, всегда немаргинальный. Шейная борозда хорошо выражена, достигает или почти достигает дорсальной срединной линии. Тельсон апикально острый, обычно вооружён субапикальной парой неподвижных шипов или с парой неподвижных шипов и тремя парами прочных щетинок, редко без шипов. Глаз с оптическим калатусом, несущим небольшой мезиальный бугорок; базальный сегмент глазного стебля превращён в сильно или едва развитую глазную чешую; глазная пластинка без шиловидного выступа. Антеннулы с прозартемой разной длины, обычно длинной и фолиевидной, иногда редуцированной до короткого жёсткого выступа; жгутики обычно очень длинные, тонкие, субцилиндрические или уплощённые. Экзоподы на всех максиллипедах и перейоподах, но иногда редуцированы. Эпиподы на перейоподах 1—4, мохнатые или фолиевидные. Плевробранхии на сомитах с IX по XIV; один или два рудиментарных или мелких артробранхия на VII, два хорошо развитых артробранхия на VIII—XIII; подобранхии на втором максиллипеде, редко на последующих придатках, никогда на четвёртом и пятом перейоподах. Третий-пятый плеоподы бирамовидные. Петасма открытая или полуоткрытая. Вторая плеопода самца с отростком masculina и отростком interna, а также с основанием, превращённым в дистолатеральный, вентрально наклонённый выступ или шпору. Теликум открыт.
Виды этого семейства имеют уникальный посторбитальный зуб. При жизни жгутики антенн имеют такую же длину, как и тело.

## Классификация
Включает более 10 родов и более 80 видов.
- †Archeosolenocera Carriol & Riou, 1991[8]
- Cryptopenaeus de Freitas, 1979
- †Eogordonella Garassino, Bahrami, Yazdi & Vega, 2014[9]
- Gordonella Tirmizi, 1960
- Hadropenaeus Pérez Farfante, 1977[10]
- Haliporoides Stebbing, 1914
- Haliporus Spence Bate, 1881
- Hymenopenaeus Smith, 1882
- Maximiliaeus Chan, 2012
- Mesopenaeus Pérez Farfante, 1977[10]
- Pleoticus Spence Bate, 1888
- †Priorhyncha Alencar, Pinheiro, Saraiva, de Oliveira & Santana, 2018[11]
- Solenocera Lucas, 1849[7]